# Río Cholguaco
El río Cholguaco es un curso natural de agua que nace en las faldas occidentales de la cordillera de La Costa y tras recorrer unos 31 km desemboca en la Caleta Cóndor.
Luis Risopatrón y Astaburuaga le llaman Chalguaco.: 179 

## Trayecto
Posee una cuenca de 200 km² y una longitud de 31 km.

## Caudal y régimen
El régimen del río Cholguaco es estrictamente pluvial y con crecidas mayores en invierno.: 482 

## Historia
Francisco Solano Asta-Buruaga y Cienfuegos escribió en 1899 en su obra póstuma Diccionario Geográfico de la República de Chile sobre el río:
Chalguaco.-—Riachuelo de la sección marítima del departamento de Osorno. Se forma de varios arroyos, que nacen de la vertiente occidental de la faja de montañas cercanas al E. de la ribera del Pacífico, y corre con ligeros recodos por entre alturas cubiertas de alerce y otros árboles maderables, á vaciar á corto trecho al N. de la caleta Cóndor, al cabo de pocos kilómetros de curso. Es hondo y navegable por balsas. El nombre significa agua de pescado ó marisco, de co, agua, y de challgua.
Luis Risopatrón lo describe en su Diccionario Jeográfico de Chile: 179 
Chalguaco (Rio) 40° 45' 73° 43'. Tiene su oríjen en varios arroyos que nacen de la cordillera de La Costa, llamada aquí de Los Alerces, corre serpenteando caprichosamente al través de cerros boscosos, por entre alturas cubiertas de alerces i otros árboles maderables i se vácia en una laguna, separada del mar por una lonja de arena de 70 m de ancho, que desagua en un caleton, situado a 2 kilómetros al N de la caleta Cóndor; en la parte superior los bajos i rápidos se hacen mui frecuentes en la estación seca de verano, pero en el invierno los aluviones hacen desaparecer todos los vados i eleva el nivel de las aguas de 5 a 7 m. Es algo profundo en su parte inferior i acepta botes de 6 decímetros de calado, sin presentar obstáculos de consideración, en un trecho de 8 kilómetros, desde la laguna, la que puede ser surcada por pequeños botes sin tropiezo alguno desde media marea creciente hasta media vaciante i de igual manera el canal que la une con el rio, hasta las inmediaciones de su desahue; se conocia también con el nombre de Caramavidamo. 1, XVIII, p. 260; 61, XXXV, p. 34; i 156; i riachuelo en 155, p. 217; i rio Chalhuaco en 1, I, p. 425; i VIII, p. 171; i 61, XXXV, p. 70; i XXXIX, plano.